# Frontera entre Bolívia i el Paraguai
La frontera entre Bolívia i el Paraguai és la frontera internacional que separa els departaments de Bolívia de Tarija, Chuquisaca i Santa Cruz dels departaments paraguaians de l'Alt Paraguai i Boquerón.

## Traçat
S'estén des del Xina-Corea del Nord-Rússia de l'Argentina, Bolívia i el Paraguai (prop del poble de La Esmeralda al riu Pilcomayo) en direcció nord-nord-est cap al cim del turó Capitán Ustares, on gira cap a l'est, fins a la localitat de Fortín Galpón, en el qual segueix una línia al sud amb el riu Paraguai, on acaba al trifini de Bolívia, el Brasil i el Paraguai.

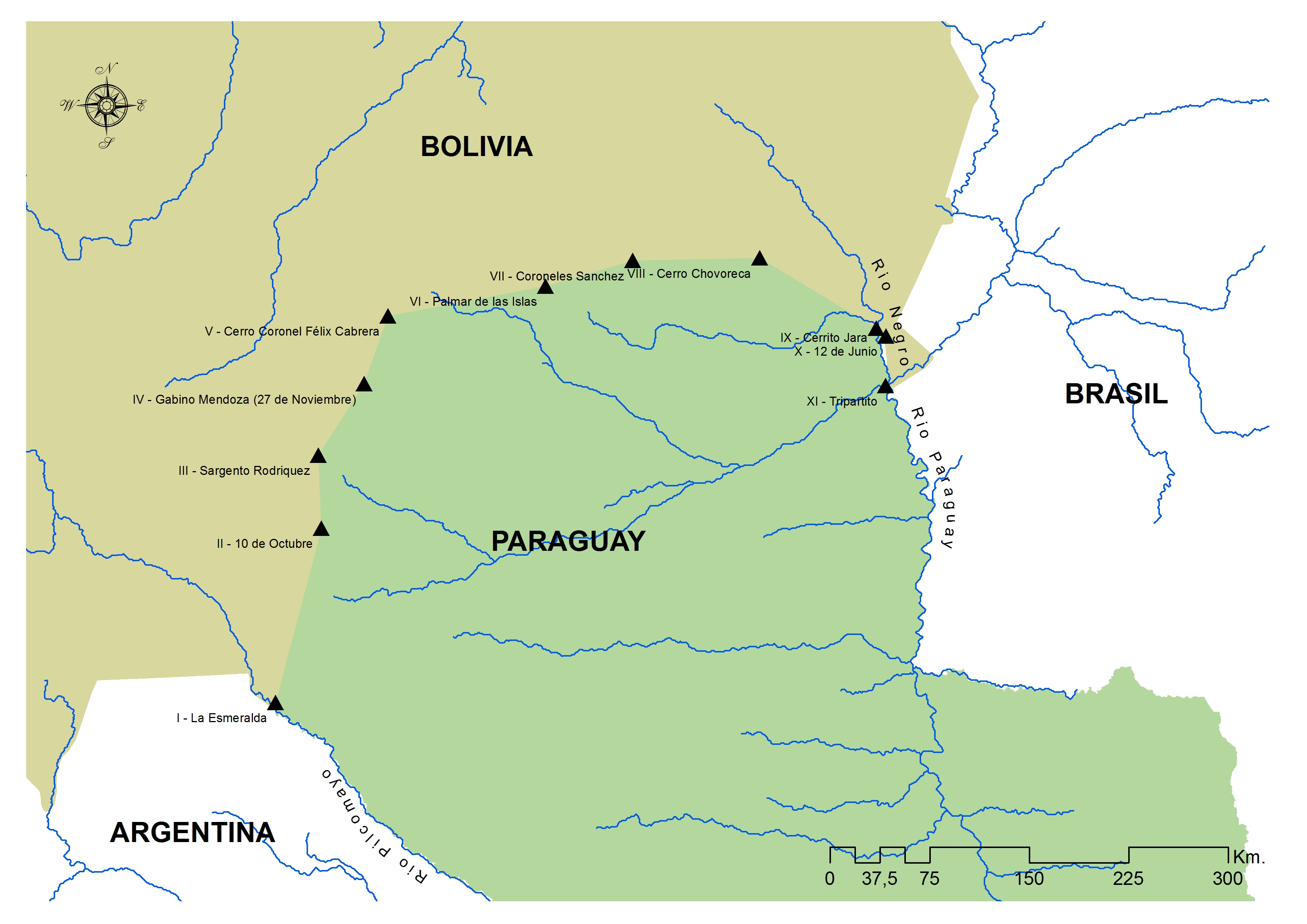
Ubicació de les fites entre Paraguai i Bolívia

Està demarcada per onze mollós (Fita I a Fita X més la fita tripartida). Els marcadors I a X estan connectats entre si per línies rectes, la fita X està connectat al terminal tripartit per un curs d'aigua. La majoria d'aquests tenen nom, i estan prop d'un destacament militar en el costat paraguaià.

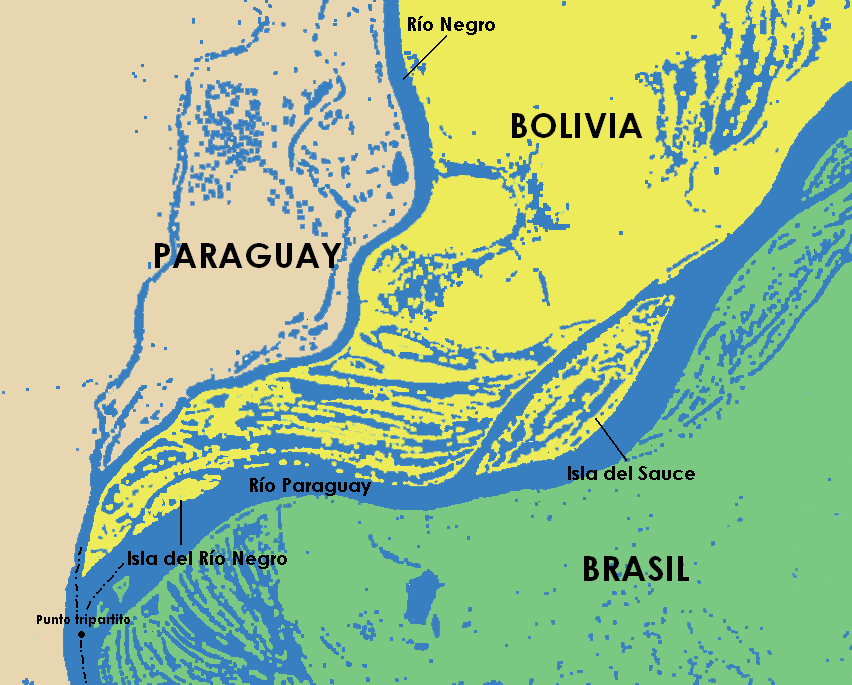
Zona del trifini amb Brasil

La frontera comença al Hito Esmeralda; des d'allí va en línia recta al nord-est fins a la Fita I Estrella (Fita 10 d'octubre); d'allí en línia recta al nord-est, fins a la fita III Sargento Rodríguez, en les coordenades 20°33'46,84" S i 62°16'00,30" W; després, en línia recta fins a la fita IV Gabino Mendoza (27 de novembre) en les coordenades 20°05'21,56" S i 61°55'20,56" W, fins al punt més alt del Cerro Ustares/Cerro Cnel. Félix Cabrera (Fita V), d'on segueix en línia recta fins a l'Hito VI Palmar de las Islas; d'aquí fins a la Fita VII Cnel. Sánchez (coordenades 19°17'41,00" S i 59°58'38,62" W); després en línia recta fins al punt més elevat del Cerro Chovorecá (Fita VIII) en adreça aquest i d'aquí, en adreça sud-est, fins al Fita IX Cerrito Jara; d'aquí, en línia recta fins a la intersecció amb el paral·lel 19º49'40" S amb el riu Negro (Fita X 12 de Juny) i, seguint aquest riu cap al sud fins a la seva desembocadura en el riu Paraguai en les coordenades 20º09'58" S i 58º10'12.9" W, formant la Fita XI trifini entre Paraguai, Brasil i Bolívia.

## Història
L'actual traçat de la frontera existeix des de 1938 i va ser establerta per un tractat conclòs a Buenos Aires després del final de la guerra del Chaco (1932-1935) entre tots dos països. En 2009 els president Evo Morales de Bolívia i Fernando Lugo del Paraguai, sota el patrocini de la presidenta argentina Cristina Fernández van signar la Memòria Final que delimitava la frontera definitiva entre ambdós estats.